# ミリオンダイス
『ミリオンダイス』は、日本テレビ系列で2010年1月14日から2011年2月17日まで木曜日19:00 - 19:56（『1900』木曜枠）に放送されていたバラエティ番組。2010年3月11日までは『SUPER SURPRISE』の木曜日企画として放送されていたが、4月15日からは単独の番組として放送された。レギュラー化される前は2009年6月13日に『サタデーバリューフィーバー』枠で単発番組として放送された。

## 概要
- 毎回2 - 3組（スペシャルでは4 - 5組）が制限時間内にさまざまなミッションに挑戦するチャレンジロケバラエティ番組。
- ミッションが成功した場合、番組オリジナルのサイコロ（ダイス）を振り、出た目の通貨単位に100万を掛けた金額が賞金となる。
  - ただし後期では、ミッションをクリアしてもダイスを振らない（クリアの明確な判定条件が無い）企画も増えているほか、ミッション自体がクリアに苦労するようなものではない単なる旅番組のような企画もたびたび登場している。
- ミッションを行う際に掛かった各種費用については、自腹で支払わなければならない。
- 当初は制限時間が24時間で統一されていたが、2010年2月18日放送分からは、制限時間が24時間以外のミッションも行われるようになった。
- 番組開始以来オールロケの番組であったが、2010年4月15日放送分からMCがスタジオでVTRを鑑賞するスタイルになった。かつて同局で放送されていた『電波少年シリーズ』を模して、CGアートをバックにクロマキーでMCの上半身だけを合成する形になっている。またワイプも、VTR画面に窓を開けてその中にスタジオの出演者を映すのではなく、スタジオ出演者の上半身をVTRに直接合成する。放送回によってはスタジオ部分がないこともある。2010年後半からは、スタジオ出演者の声だけで姿は映らないことや、スタジオ出演者がいないことも増えている。
- 視聴率は7%前後で一桁を記録することが多かった。最高視聴率は、2010年2月11日放送分の13.8%（ビデオリサーチ・関東地区調べ）。番組は2011年2月17日をもって終了したが、最終回での挨拶などの演出はなかった。放送終了時点での後番組は未定[2]だったが、当面は単発特番を放送して、AKB48が出演する『なるほど!ハイスクール』がスタートした[3]。
  - レギュラー出演者のうち、ベッキーは『宝探しアドベンチャー 謎解きバトルTORE!』に移動した[4]。

### サイコロの目
- 100万円
- 100万コロン（約16万円）
- 100万ウォン（約8万円）
- 100万スム（約6万円） - 単発時はボリバル（約4万円）
- 100万キップ（約1万円）
- 100万ドン（約5千円）

## 出演者

### MC・レギュラー挑戦者
- チュートリアル（単発版より続投）
  - ある都道府県または市町村へ出かけ、24時間以内に実物を使ってしりとりを100個つなげる。旅の道中で楽しむものもしりとりで繋げなくてはならない。100個目の言葉は訪れた地名に合わせて「○○美人」で締めるのが定番になっている（これは番組側ではなく徳井が発案したものである）。2010年4月22日放送分から、旅で出会った人の中から毎回MVPを決め、特製のミリオンダイス（1万円、2万円、3万円、5万円、8万円、10万円）を振ってもらい、出た目の賞金を贈呈することになり、チュートリアル自身はミッションをクリアしても賞金を獲得できないようになった。
  - ゲストとともに、古代に作られていた道具を再現する。
- ベッキー
  - 24時間以内に日本のどこかで顔出しパネルを10個見つけ出す。
- イモトアヤコ
  - 日本または世界のどこかで珍しい動物を発見する（原則24時間以内だが、時間制限がなかった回もある）。
  - 24時間以内に日本や世界の伝統芸やその道のプロの技を習得する。
  - 佐渡島から本土（新潟県寺泊海水浴場）までたらい舟で渡る。
- ベッキー、イモトアヤコ
  - パワースポット10カ所を巡る（ゴールデンウィーク特別企画として放送されたもので、ルール上の明確な制約がない）。
  - 24時間以内に地元の人の善意に頼って自ら食材を調達し、究極の晩ご飯を作ってもらう。クリアするまで一切の食事はできない。実物しりとりと同様、ベッキー・イモトは賞金を獲得できず、ダイスは協力してもらった地元民が振り、お礼の金として最高10万円が贈呈される。
  - イモトアヤコの代わりに磯野貴理、はるな愛が出演したこともある。ベッキーの代わりに小森純が出演したこともある。
- チュートリアル、ベッキー、イモトアヤコ
  - 農家で新鮮な果物と野菜をもらい、最もうまい生ジュースを見つける（夏休み特別企画として放送されたもので、ルール上の明確な制約がない）。
  - チュートリアルといとうあさこの組み合わせで行われたこともある。
  - アラサー、アラフォーが泣いて喜ぶ名曲イントロクイズに10問連続で正解する。
- イモトアヤコ、いとうあさこ
  - 売り切れ御免トライアスロンin東京（東京で、行列ができてすぐ売り切れる食べ物を、朝9時から夜9時までの間にできるだけ多く買う。）
- チュートリアル、イモトアヤコ、シルク（1品目、7品目、8品目に参加）
  - 売り切れ御免トライアスロンin京都（京都で、行列ができてすぐに売り切れる食べ物を朝9時から夜9時までの間にできるだけ多く買う。）
- 2010年10月からは、レギュラーメンバーとゲストが視聴者からのちょっと気になる疑問を実験で解決する「検証!!ミリオン調査隊」が前半のメイン企画になっている。放送されない日もある。

### ゲスト挑戦者
- 春日俊彰（オードリー）
  - 24時間以内に東海道本線（東京〜神戸）の駅名を全て覚える。
- 小森純
  - 24時間以内に漢字検定1級レベルの難読漢字100個覚える。
- はるな愛
  - 24時間以内に本名がケンジのニューハーフを探す。
- Wコロン
  - なぞかけを100個続ける（2分以内に10個言うことを10回、24時間の制限なし）。
- 原口あきまさ
  - 24時間以内にカラオケで100点を出す。
- 原口あきまさ、コロッケ、ミッツ・マングローブ
  - アラフォーが泣いて喜ぶ名曲イントロクイズに10問連続で正解する。
- いとうあさこ、大久保佳代子、森三中、渡辺直美、椿鬼奴
  - 24時間以内にハンドベルで「春よ、来い」、の楽譜を完璧に覚え、間違えずに演奏する。
  - 24時間以内にフープダンスを習得する（村上は肉離れのため不参加、代わりに渡辺が参加）。
  - 24時間以内にハンドベルで「Butterfly」を間違えずに演奏する（村上は舞台出演のため欠席、代わりに渡辺が参加、鬼奴はこの回で初参加）。
  - アラサー、アラフォーが泣いて喜ぶ名曲イントロクイズに10問連続で正解する。
- カンニング竹山、クリス松村
  - 24時間以内に紙飛行機を25メートル離れた特設滑走路に着陸させる。
- 千秋、ベッキー
  - 24時間以内にグラス・ハープで「上を向いて歩こう」を完璧に演奏する。
- ハリセンボン
  - けん玉の超ウルトラC級技5種目を成功させる。
- IKKO
  - 金属を加工し、古代の銅鏡を作る（鏡を取り付ける枠の作成を担当）。
- ほしのあき
  - 6日間で原料の石からガラスを作り、風鈴を作る。
- ケンドーコバヤシ
  - 銅を加工して鍋を作る。
- 森三中
  - バランスボールダンスを24時間以内に習得する。
- いとうあさこ、渡辺直美
  - 24時間以内に地元の人の善意に頼って自ら食材を調達し、究極の晩ご飯を作ってもらう。クリアするまで一切の食事はできない。
- いとうあさこ、大久保佳代子
- 久本雅美、森三中、いとうあさこ、バービー
  - 地元の人の善意に頼って自ら食材を調達し、究極の晩ご飯を作ってもらう。クリアするまで一切の食事はできない。
- いとうあさこ、久本雅美、ドランクドラゴン
  - 売り切れ御免トライアスロンin東京（東京で、行列ができてすぐ売り切れる食べ物を、朝9時から夜9時までの間にできるだけ多く買う。）
- マツコ・デラックス
  - ベッキーとゲームで5番勝負する。

### 単発版の挑戦者
- 濱口優（よゐこ）
  - 24時間以内にイリオモテヤマネコを発見する。
- チュートリアル
  - 24時間以内に実物を使ってしりとりを100個つなげる。
- 春日俊彰（オードリー）
  - 24時間以内に日本の歴代首相を順に暗記する。
- スザンヌ
  - 24時間以内に本物のスザンヌさんを発見する。

## ネット局
| 放送対象地域   | 放送局                                     | 系列                           | 放送曜日・時間    |
| -------------- | ------------------------------------------ | ------------------------------ | ----------------- |
| 関東広域圏     | 日本テレビ（NTV） 『ミリオンダイス』制作局 | 日本テレビ系列                 | 木曜19:00 - 19:56 |
| 北海道         | 札幌テレビ（STV）                          | 日本テレビ系列                 | 木曜19:00 - 19:56 |
| 青森県         | 青森放送（RAB）                            | 日本テレビ系列                 | 木曜19:00 - 19:56 |
| 岩手県         | テレビ岩手（TVI）                          | 日本テレビ系列                 | 木曜19:00 - 19:56 |
| 宮城県         | ミヤギテレビ（MMT）                        | 日本テレビ系列                 | 木曜19:00 - 19:56 |
| 秋田県         | 秋田放送（ABS）                            | 日本テレビ系列                 | 木曜19:00 - 19:56 |
| 山形県         | 山形放送（YBC）                            | 日本テレビ系列                 | 木曜19:00 - 19:56 |
| 福島県         | 福島中央テレビ（FCT）                      | 日本テレビ系列                 | 木曜19:00 - 19:56 |
| 山梨県         | 山梨放送（YBS）                            | 日本テレビ系列                 | 木曜19:00 - 19:56 |
| 新潟県         | テレビ新潟（TeNY）                         | 日本テレビ系列                 | 木曜19:00 - 19:56 |
| 長野県         | テレビ信州（TSB）                          | 日本テレビ系列                 | 木曜19:00 - 19:56 |
| 静岡県         | 静岡第一テレビ（SDT）                      | 日本テレビ系列                 | 木曜19:00 - 19:56 |
| 富山県         | 北日本放送（KNB）                          | 日本テレビ系列                 | 木曜19:00 - 19:56 |
| 石川県         | テレビ金沢（KTK）                          | 日本テレビ系列                 | 木曜19:00 - 19:56 |
| 福井県         | 福井放送（FBC）                            | 日本テレビ系列／テレビ朝日系列 | 木曜19:00 - 19:56 |
| 中京広域圏     | 中京テレビ（CTV）                          | 日本テレビ系列                 | 木曜19:00 - 19:56 |
| 近畿広域圏     | 読売テレビ（ytv）                          | 日本テレビ系列                 | 木曜19:00 - 19:56 |
| 鳥取県・島根県 | 日本海テレビ（NKT）                        | 日本テレビ系列                 | 木曜19:00 - 19:56 |
| 広島県         | 広島テレビ（HTV）                          | 日本テレビ系列                 | 木曜19:00 - 19:56 |
| 山口県         | 山口放送（KRY）                            | 日本テレビ系列                 | 木曜19:00 - 19:56 |
| 徳島県         | 四国放送（JRT）                            | 日本テレビ系列                 | 木曜19:00 - 19:56 |
| 香川県・岡山県 | 西日本放送（RNC）                          | 日本テレビ系列                 | 木曜19:00 - 19:56 |
| 愛媛県         | 南海放送（RNB）                            | 日本テレビ系列                 | 木曜19:00 - 19:56 |
| 高知県         | 高知放送（RKC）                            | 日本テレビ系列                 | 木曜19:00 - 19:56 |
| 福岡県         | 福岡放送（FBS）                            | 日本テレビ系列                 | 木曜19:00 - 19:56 |
| 長崎県         | 長崎国際テレビ（NIB）                      | 日本テレビ系列                 | 木曜19:00 - 19:56 |
| 熊本県         | くまもと県民テレビ（KKT）                  | 日本テレビ系列                 | 木曜19:00 - 19:56 |
| 鹿児島県       | 鹿児島読売テレビ（KYT）                    | 日本テレビ系列                 | 木曜19:00 - 19:56 |
| 大分県         | 大分放送（OBS）                            | TBS系列                        | 日曜10:30 - 11:30 |

- テレビ宮崎（UMK）、琉球放送（RBC）でも不定期に放送される。

## スタッフ
- 企画・演出：古立善之
- ナレーター：立木文彦、真地勇志
- 構成：そーたに、鮫肌文殊、桜井慎一、藤井靖大
- TM：古川誠一
- 音効：保苅智子・岩下康洋（サウンドエッグノッグ）
- 美術プロデューサー：高津光一郎
- デザイン：本田恵子
- 協力：日テレアート
- メイク：盛田菜生
- 編集：土井敬士・筒井公太（オムニバス・ジャパン）
- MA：田邊雅之
- 編集協力：東京オフラインセンター
- ロケ技術：NiTRo
- 技術協力：鴇田晴海
- ロケCAM：山本啓太、金光利也
- TK：山沢啓子
- デスク：難波亜矢、呉羽あゆみ
- 編成：鯉渕友康
- 広報：満松隆一郎
- CGタイトル：神谷渉
- アシスタントディレクター：南村洋志、吉澤枝里子、青木拓哉、山根亮一、白坂亮介、当田駒子、国府田いづみ
- リサーチ：フォーミュレーション、フルタイム
- テレドーム：皆川陽介
- AP：古賀絢子、伊藤英恵、杉原洋子、池田供子、岩下英恵
- ディレクター：富山歩、武井正弘、宮森宏樹、高木悟、河野亮、石崎史郎、猪股由太郎、小野寺健
- プロデューサー：加藤幸二郎、松本京子／岡﨑成美、江尻直孝、宇佐見友教、荻原伸之、坂田亨
- チーフプロデューサー：松岡至
- 制作協力：Call、日企、ZIPPY PRODUCTION、acro
- 制作：AX-ON
- 製作著作：日本テレビ

### 過去のスタッフ
- 編成：瀬戸口正克
- 広報：立柗典子、村上淳一
- プロデューサー：上田識喜
- 総合プロデューサー：三觜雅人

## 関連番組
- 世界の果てまでイッテQ!

ベッキー・イモトが出演している冒険番組。また、ナレーション担当の真地・立木も同番組でナレーターとして出演。